# Campeonato Regional do Porto
O Campeonato Regional do Porto foi uma competição de futebol portuguesa organizada pela Associação de Futebol do Porto. Era a competição que elegia oficialmente o campeão de futebol do Distrito do Porto, a primeira edição foi na época de 1913–14 e a última na época de 1946–47. O maior vencedor é o FC Porto com 30 títulos, enquanto Boavista FC, SC Salgueiros, Leixões SC e Académico FC têm 1 títulos cada.

## Vencedores

### Por época
| Época   | Vencedor      |
| ------- | ------------- |
| 1946–47 | FC Porto      |
| 1945–46 | FC Porto      |
| 1944–45 | FC Porto      |
| 1943–44 | FC Porto      |
| 1942–43 | FC Porto      |
| 1941–42 | Académico FC  |
| 1940–41 | FC Porto      |
| 1939–40 | Leixões SC    |
| 1938–39 | FC Porto      |
| 1937–38 | FC Porto      |
| 1936–37 | FC Porto      |
| 1935–36 | FC Porto      |
| 1934–35 | FC Porto      |
| 1933–34 | FC Porto      |
| 1932–33 | FC Porto      |
| 1931–32 | FC Porto      |
| 1930–31 | FC Porto      |
| 1929–30 | FC Porto      |
| 1928–29 | FC Porto      |
| 1927–28 | FC Porto      |
| 1926–27 | FC Porto      |
| 1925–26 | FC Porto      |
| 1924–25 | FC Porto      |
| 1923–24 | FC Porto      |
| 1922–23 | FC Porto      |
| 1921–22 | FC Porto      |
| 1920–21 | FC Porto      |
| 1919–20 | FC Porto      |
| 1918–19 | FC Porto      |
| 1917–18 | SC Salgueiros |
| 1916–17 | FC Porto      |
| 1915–16 | FC Porto      |
| 1914–15 | FC Porto      |
| 1913–14 | Boavista FC   |

### Por clube
| Clube         | Venceu | Época(s) |
| ------------- | ------ | --- |
| FC Porto      | 30     | 1914–15, 1915–16, 1916–17, 1918–19, 1919–20, 1920–21, 1921–22, 1922–23, 1923–24, 1924–25, 1925–26, 1926–27, 1927–28, 1928–29, 1929–30, 1930–31, 1931–32, 1932–33, 1933–34, 1934–35, 1935–36, 1936–37, 1937–38, 1938–39, 1940–41, 1942–43, 1943–44, 1944–45, 1945–46 e 1946–47 |
| Boavista FC   | 1      | 1913–14 |
| SC Salgueiros | 1      | 1917–18 |
| Leixões SC    | 1      | 1939–40 |
| Académico FC  | 1      | 1941–42 |

Ref.: 